# Szadek (stacja kolejowa)
Szadek – jedna ze stacji kolejowych na magistrali węglowej w Wielkiej Wsi, w gminie Szadek (powiat zduńskowolski). Duża liczba torów stacyjnych.

## Połączenia
- Gdynia Główna
- Katowice
- Łódź Kaliska